# Guo Qiuxiang
Guo Qiuxiang (en chino: 郭秋香; 1969) es una deportista china que compitió en halterofilia. Ganó dos medallas de oro en el Campeonato Mundial de Halterofilia, en los años 1988 y 1989, ambas en la categoría de 67,5 kg.

## Palmarés internacional
| Campeonato Mundial | Campeonato Mundial       | Campeonato Mundial | Campeonato Mundial |
| Año                | Lugar                    | Medalla            | Categoría          |
| ------------------ | ------------------------ | ------------------ | ------------------ |
| 1988               | Yakarta (Indonesia)      | Medalla de oro     | 67,5 kg            |
| 1989               | Mánchester (Reino Unido) | Medalla de oro     | 67,5 kg            |